# Ahora Dice
"Ahora Dice" là một bài hát của nhà sản xuất thu âm người Puerto Rico Chris Jeday, hợp tác với Arcángel, J Balvin và Ozuna.

## Bối cảnh
"Ahora Dice" đã phát hành vào ngày 17 tháng 3 năm 2017 trên iTunes.

## Diễn biến xếp hạng
"Ahora Dice" có vị trí cao nhất là vị trí số 4 trên bảng xếp hạng Latin Streaming Songs vào ngày 24 tháng 6 năm 2017.
Tính đến Tháng 7 năm 2018, video âm nhạc của bài hát đang có hơn 1.1 tỷ lượt xem trên YouTube.

## Bảng xếp hạng
| Bảng xếp hạng (2017)                              | Vị trí cao nhất |
| ------------------------------------------------- | --------------- |
| Cộng hòa Dominica (Monitor Latino)                | 18              |
| Paraguay (Monitor Latino)                         | 14              |
| Hoa Kỳ Bubbling Under Hot 100 Singles (Billboard) | 5               |
| Hoa Kỳ Hot Latin Songs (Billboard)                | 7               |

| Bảng xếp hạng (2017) | Vị trí |
| -------------------- | ------ |
| México (AMPROFON)    | 8      |

## Chứng nhận
| Quốc gia                                                    | Chứng nhận           | Số đơn vị/doanh số chứng nhận |
| ----------------------------------------------------------- | -------------------- | ----------------------------- |
| Hoa Kỳ (RIAA)                                               | 2× Platinum (Latinh) | 120.000‡                      |
| ‡ Chứng nhận dựa theo doanh số tiêu thụ và phát trực tuyến. |                      |                               |